# Грушанка почковидная
Груша́нка почкови́дная (лат. Pyrola renifolia) — вид многолетних цветковых растений рода Грушанка (Pyrola) семейства Вересковые (Ericaceae).

## Распространение и экология
В природе ареал вида охватывает Дальний Восток России, Китай (провинции Хэбэй, Хэйлунцзян, Цзилинь, Ляонин, Внутренняя Монголия), Японию (острова Хоккайдо и Хонсю) и Корейский полуостров.
Произрастает в тенистых хвойных и смешанных лесах на мшистой почве, особенно возле гниющих древесных стволов.

## Ботаническое описание
Многолетнее растение с тонким, ветвистым, ползучим корневищем. Цветонос прямой, высотой 12—21 см, безлистный или с одним маленьким ланцетным листом.
Листья в числе в числе 2—6, скучены у основания надземных побегов, с сердцевидным основанием, почковидные, неправильно-слабо-городчатые, матовые, снизу бледнее, длинночерешковые.
Цветки немногочисленные, в числе 2—6. Прицветники свободные, в 2—3 раза короче цветоножек длиной 5—8 мм. Чашечка с тупыми, широкими, округло-треугольными зубцами и округло-обратнояйцевидными, чашеобразно распростертыми, зеленоватыми лепестки длиной 5—6,5 мм и шириной 4—5,5 мм. Столбик дугообразно согнутый, длиннее венчика, при плодах длиной 8—11 мм; рыльце утолщённое, цельнокрайное.
Плод — коробочка длиной 4—4,5 мм и толщиной 6—6,5 мм. Цветение длится с июня по июль. Плодоносит с августа по сентябрь.
Вид описан с Дальнего Востока. Тип в Санкт-Петербурге.

## Таксономия
Вид Грушанка почковидная входит в род Грушанка (Pyrola) трибы Грушанковые (Pyroleae) подсемейства Вертляницевые (Monotropoideae) семейства Вересковые (Ericaceae) порядка Верескоцветные (Ericales).
|  |                                      |  |                                                             |                                                             |                      |  | ещё 25 семейств (согласно Системе APG II) | ещё 25 семейств (согласно Системе APG II)   |                                             |  |  |  | ещё 2 трибы (согласно Системе APG II) | ещё 2 трибы (согласно Системе APG II) |  |  |  |  | ещё до 20 видов | ещё до 20 видов |
|  |                                      |  |                                                             |                                                             |                      |  | ещё 25 семейств (согласно Системе APG II) | ещё 25 семейств (согласно Системе APG II)   |                                             |  |  |  | ещё 2 трибы (согласно Системе APG II) | ещё 2 трибы (согласно Системе APG II) |  |  |  |  | ещё до 20 видов | ещё до 20 видов |
|  |                                      |  |                                                             | порядок Верескоцветные                                      |                      |  |                                           |                                             | подсемейство Вертляницевые                  |  |  |  |                                       | род Грушанка                          |  |  |  |  |                 |                 |
|  |                                      |  |                                                             | порядок Верескоцветные                                      |                      |  |                                           |                                             | подсемейство Вертляницевые                  |  |  |  |                                       | род Грушанка                          |  |  |  |  |                 |                 |
|  | отдел Цветковые, или Покрытосеменные |  |                                                             |                                                             | семейство Вересковые |  |                                           |                                             | триба Грушанковые                           |  |  |  | вид Грушанка почковидная              |                                       |  |  |  |  |                 |                 |
|  | отдел Цветковые, или Покрытосеменные |  |                                                             |                                                             |                      |  |                                           |                                             |                                             |  |  |  |                                       |                                       |  |  |  |  |                 |                 |
|  |                                      |  | ещё 44 порядка цветковых растений (согласно Системе APG II) | ещё 44 порядка цветковых растений (согласно Системе APG II) |                      |  |                                           | ещё 7 подсемейств (согласно Системе APG II) | ещё 7 подсемейств (согласно Системе APG II) |  |  |  | ещё 3 рода                            | ещё 3 рода                            |  |  |  |  |                 |                 |
|  |                                      |  |                                                             | ещё 44 порядка цветковых растений (согласно Системе APG II) |                      |  |                                           |                                             | ещё 7 подсемейств (согласно Системе APG II) |  |  |  |                                       | ещё 3 рода                            |  |  |  |  |                 |                 |